# Henry Mesa
Die Henry Mesa ist ein 1430 m hoher, 3 km langer und keilförmiger Tafelberg in der antarktischen Ross Dependency. Er ragt 6 km südlich des Mulock-Gletschers an der Westflanke des Heap-Gletschers auf. Das Gipfelplateau ist gekennzeichnet durch einen Bergkessel auf der Nordseite.
Der United States Geological Survey kartierte ihn anhand eigener Tellurometervermessungen und Luftaufnahmen der United States Navy aus den Jahren von 1959 bis 1963. Das Advisory Committee on Antarctic Names benannte ihn 1965 nach Kapitän B. R. Henry von der United States Coast Guard, Kommandant des Eisbrechers USCGC Eastwind bei der Operation Deep Freeze des Jahres 1964 und Flottenführer bei der Operation Deep Freeze des Jahres 1965.